# Tetraponera furtiva
Tetraponera furtiva (лат.) — вид древесных муравьёв рода Tetraponera из подсемейства Pseudomyrmecinae (Formicidae). 

## Распространение
Встречается в южной Африке: ЮАР (Eastern Cape). Гнездо в колючке акации (Vachellia) на опушке низкорослого кустарникового прибрежного леса вдоль устья реки.

## Описание
Муравьи мелкого размера коричневого цвета (около 5 мм). Ширина головы рабочих от 0,56 до 0,61 мм, длина головы от 0,74 до 0,81 мм. Мелкий вид с относительно удлиненной головой, близко сближенными лобными килями, тонким петиолем и редким стоячим волосяным покровом; голова в среднем шире, скапус короткий.

## Систематика
Вид был впервые описан в 2022 году американским мирмекологом Филипом Уардом (Philip Ward, Department of Entomology, University of California, Davis, Калифорния, США) в ходе проведённой им родовой ревизии. Включен в видовую группу Tetraponera allaborans-group. Сходен с Tetraponera clypeata и Tetraponera emeryi, но отличается более коротким скапусом, чем у T. emeryi, и более короткий и широкий петиолем, чем у T. clypeata и T. emeryi.